# Stipa tenacissima
Stipa tenacissima — багаторічна рослина з роду Ковила родини Тонконогових. Ендемік Західного Середземномор'я, що має обмежене господарське використання. У країнах зростання використовується як технічна рослина.

## Опис
Трав'яниста рослина заввишки 60-150 см. Квіти двостатеві (є і чоловічі й жіночі органи) і запилюються вітром. Листки зелені і розгорнуті протягом вегетаційного сезону, після всихання вони набувають згорнутого вигляду й сіріють. Верхній бік листків густо запушений короткими волосками, язички короткі.
Суцвіття — стиснута волоть завдовжки 25-35 см. Квітки двостатеві, дрібні. Колоскові луски перетинчасті, загострені, завдовжки 2,5-3 см. Плід — довгаста зернівка з клейким навколоплодником, 7-8 мм завдовжки.

## Екологія та поширення
Світло- та теплолюбна, посухостійка рослина. Зростає на добре дренованих ґрунтах різних типів (піщаних, суглинних, глинистих) у розріджених соснових лісах, на пасовищах і степових ділянках.
Батьківщиною Stipa tenacissima є Західне Середземномор'я. На півночі ареал цього виду охоплює Піренейський півострів, на півдні — терени Алжиру, Тунісу, Марокко і далі на захід до Лівії. Крім того, ця ковила знайдена на Балеарських островах.

## Застосування
Стебла Stipa tenacissima під назвою «еспарто» використовують обмежено для плетіння кошиків, легкого взуття тощо. Також трава цієї рослини є сировиною для вироблення паперу особливого сорту, що відрізняється високою якістю.